# Towarzystwo naukowe

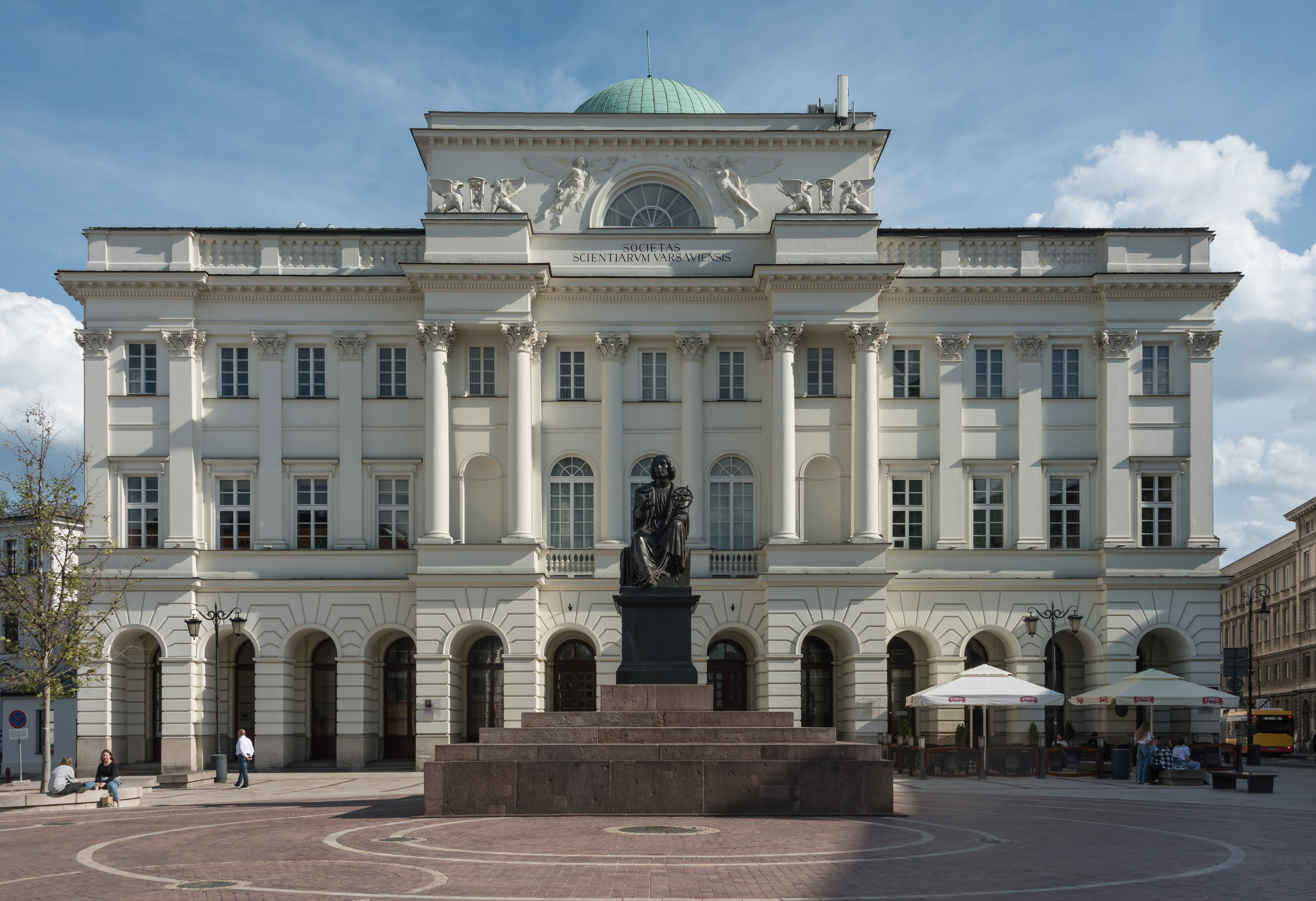
Pałac Staszica, siedziba Towarzystwa Naukowego Warszawskiego (2021)

Towarzystwo naukowe (łac. societas scientiarum, dawniej także towarzystwo przyjaciół nauk) – stowarzyszenie pracowników nauki i innych osób zajmujących się działalnością naukową w celu prowadzenia działalności naukowej i popierania nauki.
W Polsce istnieje ponad 300 towarzystw naukowych, które skupiają kilkaset tysięcy osób.